# ネイビーシャワー
ネイビーシャワー（Navy shower)は 、シャワーによる入浴方法の1つである。コンバットシャワー "combat shower", ミリタリーシャワー"military shower"等とも呼ばれる。
真水やエネルギーの消費量に制限のある場所・状況下で用いられる。
最初に30秒ほど体を濡らしたあと、洗髪・洗体後1分程度の時間で洗剤類をすすぐまでの間シャワーを止めておくことを基本とし、水を流す時間を2分以下に留めることも可能である。

## 由来
起源は名前の通り海軍に由来し、軍艦など外洋にある船舶では真水のみならず熱源も貴重であった。
この入浴法はこれらを削減しつつ衛生を保つことを主眼としている。
このコンセプトは経済的理由や、環境保護の観点から水やエネルギー資源に節約志向のある人達に受け入れられている。

## 科学的評価
アメリカエネルギー省は、給湯が家庭内でのエネルギー消費の2番目に多いものであるとしている（暖房の次）。
普通の浴び方で10分間シャワーを浴び続けると大体230リットル消費するのに対し、ネイビーシャワーでは11リットル弱にとどまる。1人あたり年間56,000リットル以上の削減が可能である。
高めの水圧で長時間延々とシャワーを浴び続けることを、米海軍では「ハリウッドシャワー」と呼ぶ。
造水装置と清水タンクの能力・容量には当然に限度があり、それらに負担がかかるので望ましくない事例としてこの「ハリウッドシャワー」を挙げている。